# Dolospingus fringilloides
A Dolospingus fringilloides  a madarak osztályának verébalakúak (Passeriformes) rendjébe és a tangarafélék (Thraupidae) családjába tartozó Dolospingus nem egyetlen  faja.

## Rendszerezés
Besorolása vitatott, egyes rendszerezők a sármányfélék (Emberizidae) családjába sorolják.

## Előfordulása
Brazília, Kolumbia és Venezuela területén honos. A természetes élőhelye szubtrópusi és trópusi száraz bokrosok.

## További információ
- Képek az interneten a fajról
- Internet Bird Collection - videók a fajról
- Xeno-canto.org - a faj hangja és